# Tunnel du Somport
Tunnel du Somport is een tunnel voor het wegverkeer op de grens van Frankrijk en Spanje, en deel van de Europese weg 7. De tunnel maakt eveneens deel uit van de Franse RN134 en ligt onder de Col du Somport, waarnaar hij vernoemd is. De tunnel werd geopend in 2003 en heeft een lengte van 8602 meter.